# Капетан прве класе
Капетан прве класе је у Војсци Србије официрски чин за старешине на положају командира чете (батерије) и њима равним јединицама. Укинут је доношењем новог закона о Војсци Републике Србије 11. децембра 2007. године, а поново је уведен изменама и допунама Закона о Војсци Србије 27. децембра 2019. године. Официри у чину капетана прве класе који су имали завршену војну академију или одговарајући цивилни факултет су укидањем овог чина добили чин мајора. Капетани прве класе који нису имали завршену војну академију или одговарајући факултет су враћени у чин капетана. Приликом поновног увођења чина у војночиновничку хијерархију, капетан постаје капетан прве класе (поред општих услова за унапређење) који је претходних три године био у чину капетана.
У српској војсци установљен је 1860. године, а касније у југословенској војсци до Другог светског рата постојали су чинови капетан II и капетан I класе. У Југословенској народној армији уведен је поново 1952. године поред чина капетана.
У Речној флотили чин капетана I класе одговара чину поручника бојног брода.

## Галерија
- Капетан  класе
Војске Кр. Србије
(1886—1918)
- Капетан  класе
Војске Кр. СХС и
Војске Кр. Југославије
(1918—1945)
- Капетан  класе
ЈА
(1947—1951)
- Капетан  класе
ЈНА
(1951—1982)
- Капетан  класе
ЈНА, ВЈ и ВСЦГ
(1982—2006)

- Капетан  класе
 милиције ФНРЈ
(1946—1953)

| Друге државе |
| --- |
| - Еполета капетана прве класе Оружаних снага Руске Федерације - Еполета капетана прве класе Оружаних снага Украјине |